# Franco della Polinesia francese
Il franco è la valuta della Polinesia francese. È suddiviso in 100 centimes. Dal 1945 fa parte del franco CFP.

## Storia
Fino al 1914 nella Polinesia francese circolava il franco francese. 
In quell'anno vennero emesse banconote specifiche per l'utilizzo nella colonia, che circolarono insieme alle monete francesi. Nel 1945 venne introdotto il franco CFP, con monete coniate per l'"Insediamento francese d'Oceania" (Etablisements Française de l'Océanie, nome della colonia a quel tempo) dal 1949. Dal 1965 viene usato il nome "Polinesia francese" (Polynesie Française). Il franco CFP è utilizzato anche nella Nuova Caledonia ed è stato utilizzato nelle Nuove Ebridi fino al 1982. Dal 1985 vengono emesse banconote comuni per la Polinesia francese e la Nuova Caledonia, sebbene le monete rimangano distinte.

## Monete
Nel 1949 vennero introdotte monete di alluminio da 50 centimes, 1 e 2 franchi, seguite nel 1952 da monete di alluminio da 5 franchi. La moneta da 50 centimes venne emessa solamente nel 1949. Queste monete riportavano il nome "Oceania" (Océanie) che, dal 1965, venne sostituito da "Polinesia" (Polynesie). Nel 1967 furono introdotte monete in nichel da 10, 20 e 50 franchi, seguite dalle monete in nichel-bronzo da 100 franchi nel 1976.
Il disegno generale delle monete non è cambiato dalla loro introduzione e il rovescio è sempre stato identico a quello delle monete del franco della Nuova Caledonia. Le uniche modifiche degne di nota riguardano la rimozione del testo "Union Française" e la sostituzione del nome "Établisements Française de l'Oceanie" con "Polynesie Française" dopo il 1952, nonché l'aggiunta della scritta "I.E.O.M" (acronimo dell'Institut d'émission d'Outre-Mer) sul rovescio nel 1972.

## Banconote
Nel 1914 la Banca dell'Indocina (Banque de l'Indochine) di Papeete (capitale della Polinesia francese a Tahiti) introdusse banconote da 5, 20 e 100 franchi. Nel 1919 la Camera di Commercio introdusse banconote da 25 e 50 centimes, 1 e 2 franchi. Anche la Banque André Krajewski emise banconote in questi tagli nel 1920. La Banca dell'Indocina introdusse banconote da 500 franchi nel 1923 e da 1 000 franchi nel 1940.
Nel 1969 l'Institut d'Emission d'Outre-Mer di Papeete assunse il controllo dell'emissione di carta moneta, introducendo banconote da 100, 500, 1 000 e 5 000 franchi. Le banconote da 100 e 1 000 franchi hanno due versioni. Nella prima emissione mancava la qualifica dello Stato "République française". Le banconote da 500 e 5 000 franchi hanno avuto tale qualifica fin dalla loro introduzione. La banconota da 100 franchi fu sostituita da monete nel 1976.
Nel 1985 vennero introdotte banconote da 10 000 franchi comuni a tutti i territori francesi del Pacifico. A queste seguirono, tra il 1992 e il 1996, banconote da 500, 1 000 e 5 000 franchi per tutti i territori francesi del Pacifico. Il disegno generale non è cambiato dal 1969.